# Antioquia (departman)
Antioquia je kolumbijski departman na sjeverozapadu države s uskim dijelom koji izlazi na Karipsko more. Većina teritorija je brdovita.
Departman pokriva površinu od 63.612 km² i ima 5.819.358 stanovnika (procjena iz 2006.). Antioquia graniči s departmanom Córdoba i Karipskim more na sjeveru, Chocó na zapadu, na istoku graniči s departmanima Bolívar, Santander i Boyaca, a na jugu s departmanima Caldas i Risaralda.
Medellín je glavni grad Antioquije i drugi po veličini grad u državi. Ostali važniji gradovi su Santa Fe de Antioquia, stari grad, te Puerto Berrío.

## Prastanovnici
Prastanovništvo, Indijanci, podijeljeni su na brojna plemena koja pripadaju skupinama Choco, Cuna i Carib. Na sjeveru su plemena Urabá i Tule (Cuna), Caramanta, Chocó na río Atrato (Embera: Empera, Chamí), na obalama Cauce Katío i Nutabe. Nutabe su bili poznati po uzgoju voća i kukuruza; Tahamí, koji su obožavali kamenu monolitnu formaciju El Peñol živjeli su na rijekama río Porce i Magdalena. Na rijekama Nechí i Cimitarra Yamesí kod grada Zaragoza i Guamoco; ljudožderska plemena Ancerma, Cali ili Calima i Lile; Quimbaya na jugu. Pantágoro i Amaníes, na río Magdalena, Ebéjico, Ituango, Peque, Nore, Guaca; Niquía i ratari Aburrá kod Medellína u dolini valle de aburrá; Sinifanaes; Bitagüíes; Kod Armenije: Titiribí, Arví, Guaco.

## Općine
U departmanu Antioquia se nalazi 125 općina:
| - Abejorral - Abriaquí - Alejandría - Amagá - Amalfi - Andes - Angelopolis - Angostura - Anori - Antioquia - Anza - Apartado - Arboletes - Argelia - Armenia - Barbosa - Bello - Belmira - Betania - Betulia - Bolívar - Briceno - Buritica - Caceres - Caicedo - Caldas - Campamento - Cañasgordas - Caracoli - Caramanta - Carepa - Carmen de Viboral - Carolina - Caucasia - Chigorodo - Cisneros - Cocorna - Concepción - Concordia - Copacabana - Dabeiba - Don Matias - Ebejico - El Bagre - Entrerrios - Envigado - Fredonia - Frontino - Giraldo - Girardota - Gomez Plata - Granada - Guadalupe - Guarne - Guatapé - Heliconia - Hispania - Itagüí - Ituango - Jardin - Jerico - La Ceja - La Estrella | - La Pintada - La Union - Liborina - Maceo - Marinilla - Medellín - Montebello - Murindo - Mutata - Nari - Nechi - Necocli - Olaya - Penol - Peque - Pueblorrico - Puerto Berrio - Puerto Nare - Puerto Triunfo - Remedios - Retiro - Rionegro - Sabanalarga - Sabaneta - Salgar - San Andres - San Carlos - San Francisco - San Jeronimo - San Jose la Montaña - San Juan de Uraba - San Luis - San Pedro - San Pedro de Uraba - San Rafael - San Roque - Santa Barbara - Santa Rosa de Osos - Santo Domingo - Santuario - San Vicente - Segovia - Sonson - Sopetran - Tamesis - Taraza - Tarso - Titiribi - Toledo - Turbo - Uramita - Urrao - Valdivia - Valparaiso - Vegachi - Venecia - Vigia del Fuerte - Yali - Yarumal - Yolombo - Yondo - Zaragoza |

## Vanjske poveznice
- Službene stranice